# Viñedos de España
Viñedos de España fue una indicación geográfica española con derecho a la mención Vino de la Tierra utilizada para designar vinos originarios de las zonas vitícolas de las comunidades autónomas de Andalucía, Aragón, Baleares, Canarias, Castilla-La Mancha, Cataluña, Extremadura, Comunidad de Madrid, Región de Murcia, Navarra y la Comunidad Valenciana.
Esta indicación geográfica fue reglamentada en 2006 por el Ministerio de Agricultura, Pesca y Alimentación aunque ha sido rechazada por la Comisión Europea junto a la indicación geográfica Viñedos de Francia.[cita requerida] Los gobiernos de Castilla y León y La Rioja han impugnado la orden que reconoce y regula esta indicación. Fue derogada en 2011.

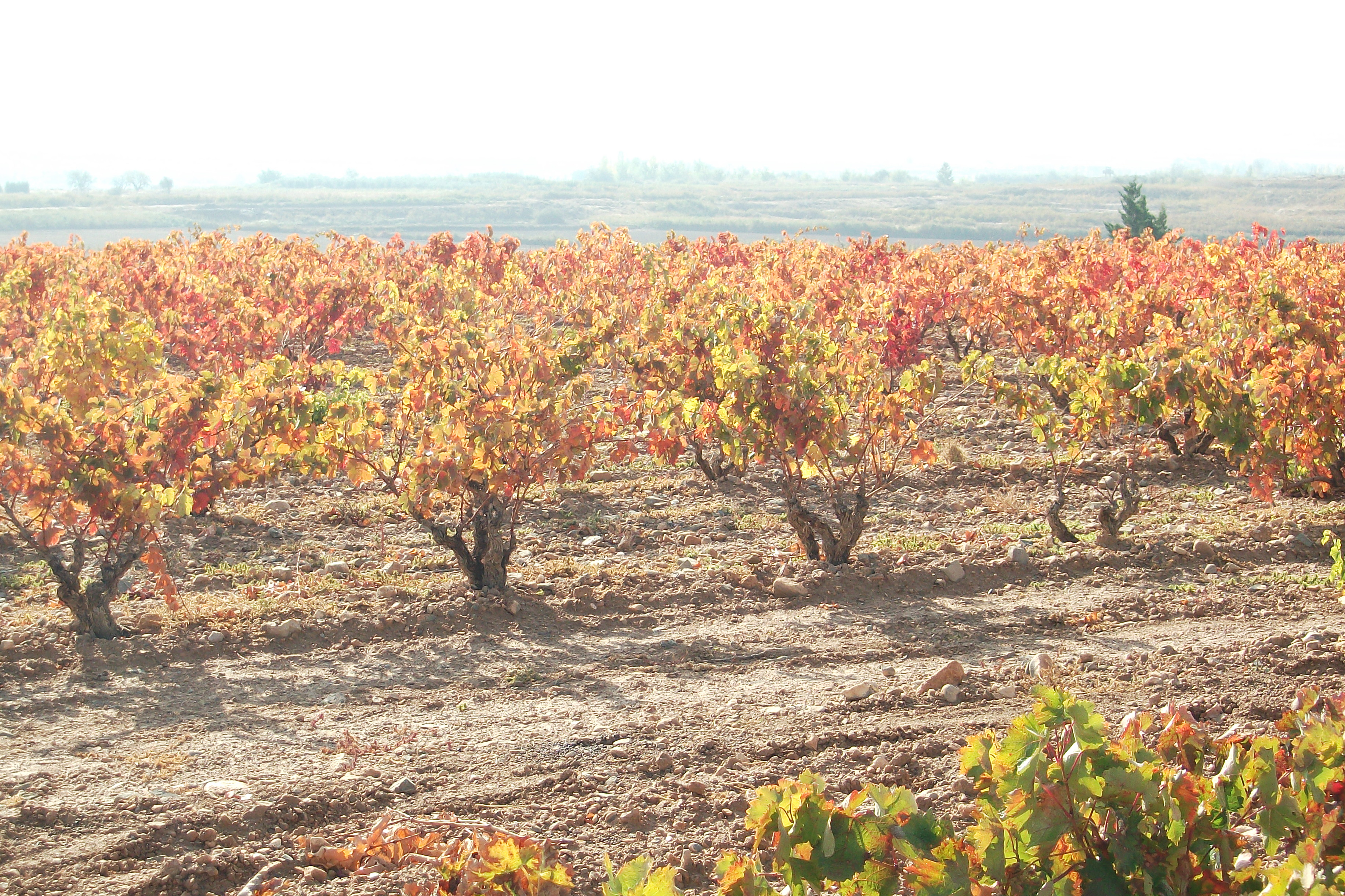
Viñedos de Navarra cerca de Cintruénigo. Noviembre de 2011

## Tipos de vino
- Vinos de mesa blancos, rosados y tintos
- Vino de licor
- Vino de uva sobremadura
- Vino de aguja